# Курокава (княжество)
Княжество Курокава (яп. 黒川藩 Курокава-хан) — феодальное княжество (хан) в Японии периода Эдо (1724—1871). Курокава-хан располагался в провинции Этиго (современная префектура Ниигата) на острове Хонсю.

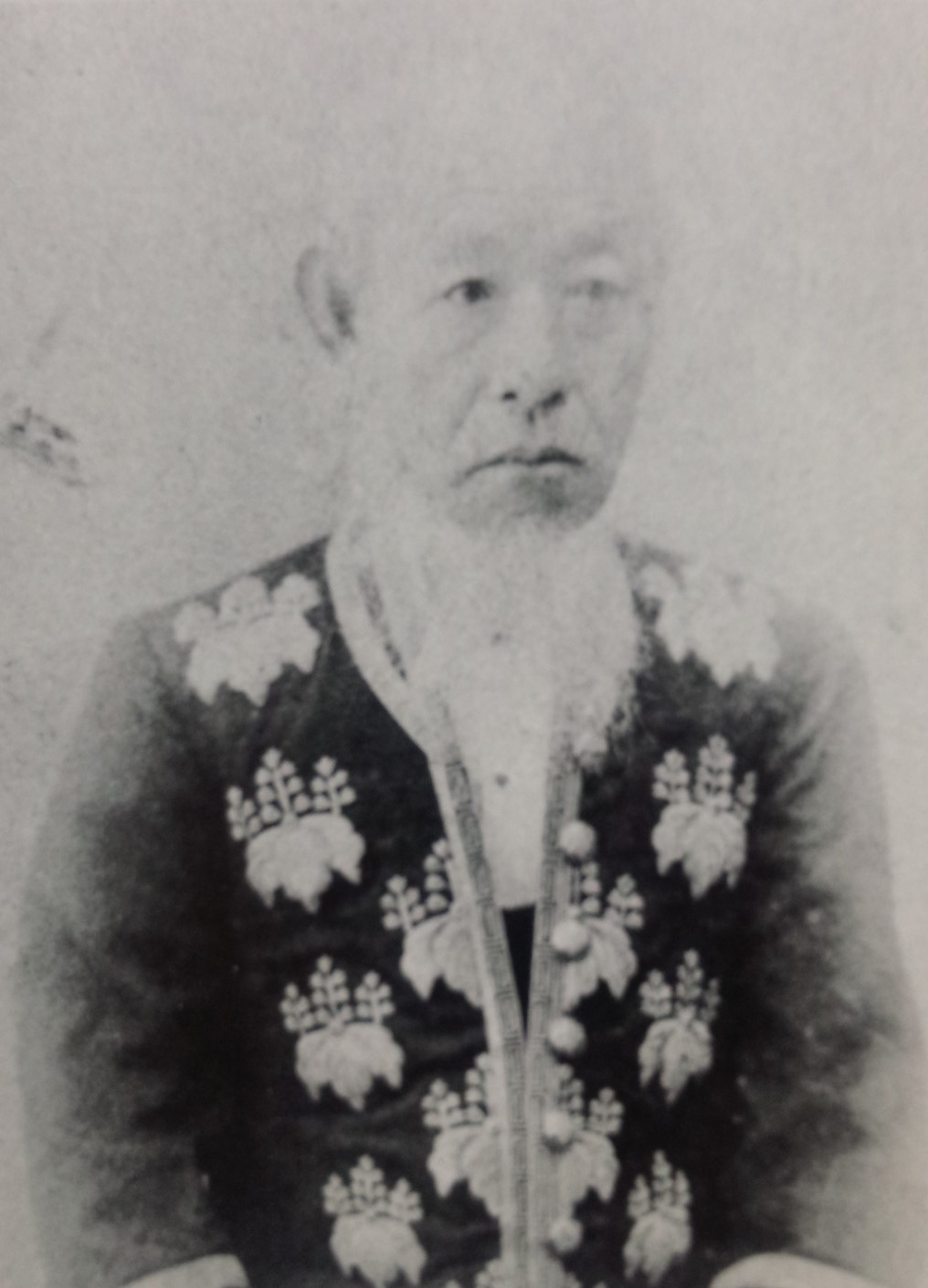
Янагисава Мицутеру, 7-й даймё Курокава-хана (1836—1868)

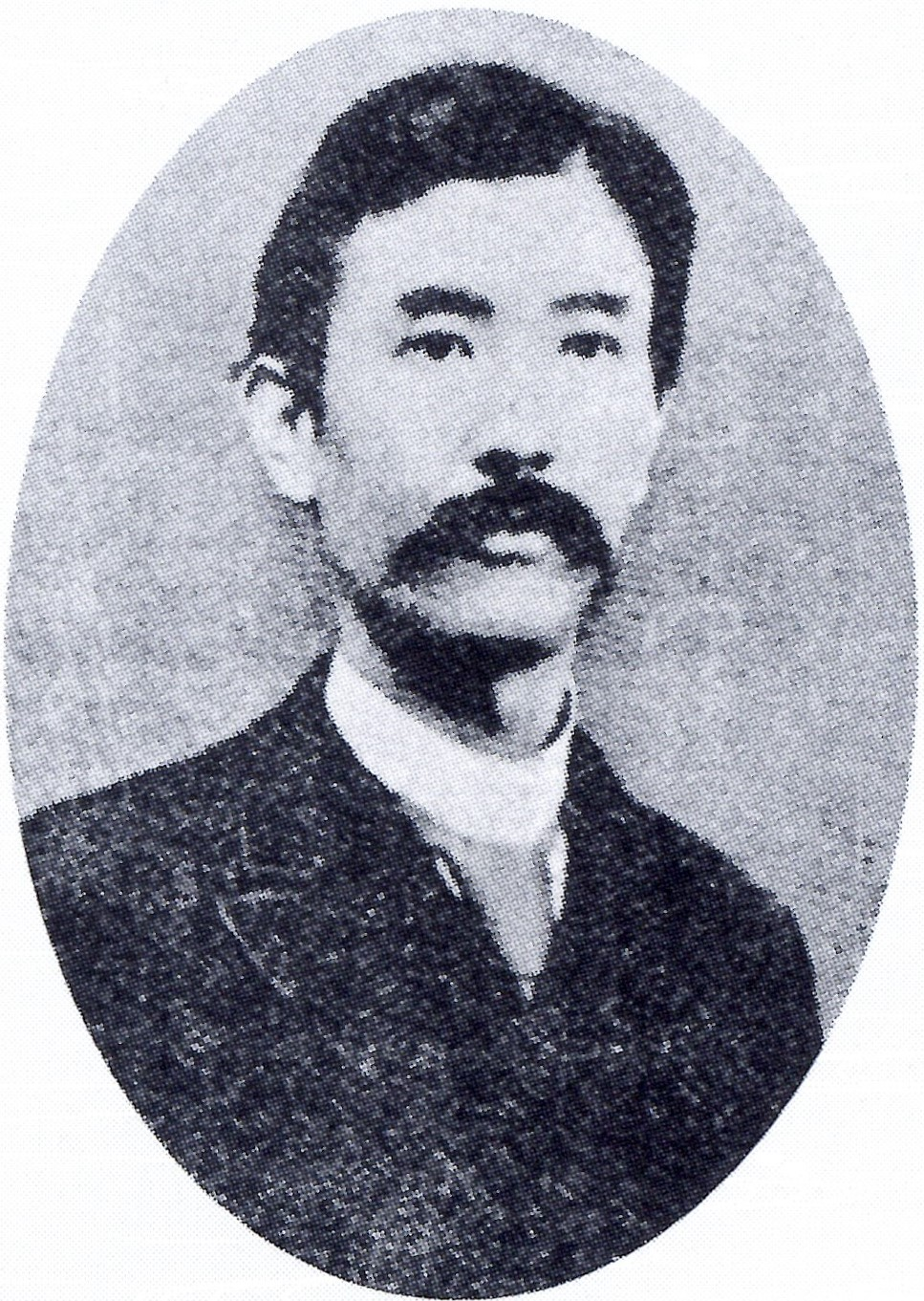
Янагисава Мицукуни, последний (8-й) даймё Курокава-хана (1868—1871)

Административный центр хана: Курокава yin’ya в провинции Этиго (современный город Тайнай в префектуре Ниигата).

## История
В 1724 году старший сын Янагисавы Ёсиясу был переведен из Кофу-хана в Корияма-хан в провинции Ямато. Янагисава Ёсиясу добился передачи поместья Курокава-хан в провинции Этиго (10 000 коку) своему четвёртому сыну, Янагисаве Цунетике (1695—1725). Потомки последнего владели Курокава-ханом до Реставрации Мэйдзи. Даймё Куросава-хана предпочитали проживать в Эдо и управлять своим доменом через назначенных чиновников. В результате финансы княжества находились в состоянии банкротства. Большая часть хана находилась в гористо-лесистой местности и была непригодна для выращивания риса. Фактические доходы княжества часто не достигали 10 000 коку. Местные даймё были вынуждены прибегать к частым займам, обращаясь за помощью в клан Янагисава из Корияма-хана в провинции Ямато для получения финансовой помощи. К 1843 году долг хана достигал более 5 000 рё. Янагисава Мицутеру, 7-й даймё Курокава-хана (1836—1868), был первым даймё, который выехал из столицы и посетил свои владения. Он основал княжескую школу и присоединился к Северному союзу княжеств во время Войны Босин (1868—1869). Тем не менее княжество было слишком мало и слабо, чтобы предоставить значимую военную помощь своим союзникам.
В июле 1871 года Курокава-хан был ликвидирован. На территории бывшего княжества первоначально была создана префектура Курокава, которая позднее была соединена с префектурой Ниигата. Янагисава Мицукуни, последний даймё Курокава-хана (1868—1871), получил титул виконта (сисяку) в новой японской аристократической системе (кадзоку) и стал членом палаты пэров.

## Список даймё
| #                               | Имя и годы жизни                               | Годы правления | Титул                  | Ранг                    | Кокудара    |
| ------------------------------- | ---------------------------------------------- | -------------- | ---------------------- | ----------------------- | ----------- |
| Род Янагисава (фудай) 1724—1871 |                                                |                |                        |                         |             |
| 1                               | Янагисава Цунетака (1695-1725) (яп. 柳沢経隆)  | 1724-1725      | Гёбу-но-сё (刑部少輔)  | Пятый нижний (従五位下) | 10,000 коку |
| 2                               | Янагисава Сатодзуми (1709-1735) (яп. 柳沢里済) | 1725-1735      | Гёбу-но-сё (刑部少輔)  | Пятый нижний (従五位下) | 10,000 коку |
| 3                               | Янагисава Сатоакира (1722-1736) (яп. 柳沢里旭) | 1735-1736      | нет                    | нет                     | 10,000 коку |
| 4                               | Янагисава Ясутака (1727-1774) (яп. 柳沢保卓)   | 1736-1774      | Минбу-но-сё (民部少輔) | Пятый нижний (従五位下) | 10,000 коку |
| 5                               | Янагисава Нобуто (1752-1797) (яп. 柳沢信有)    | 1774-1797      | Исэ-но-ками (伊勢守)   | Пятый нижний (従五位下) | 10,000 коку |
| 6                               | Янагисава Мицухи (1784-1836) (яп. 柳沢光被)    | 1797-1836      | Исэ-но-ками (伊勢守)   | Пятый нижний (従五位下) | 10,000 коку |
| 7                               | Янагисава Мицутеру (1823-1900) (яп. 柳沢光昭)  | 1836-1868      | Исэ-но-ками (伊勢守)   | Пятый нижний (従五位下) | 10,000 коку |
| 8                               | Янагисава Мицукуни (1854-1923) (яп. 柳沢光邦)  | 1868-1871      | Гёбу-но-сё (刑部少輔)  | Пятый нижний (従五位下) | 10,000 коку |